# Kalkmagerrasen bei Ossendorf
Das Naturschutzgebiet (NSG) Kalkmagerrasen bei Ossendorf befindet sich im Kreis Höxter in Nordrhein-Westfalen. Das aus drei Teilgebieten bestehende 105,4154 ha große NSG mit der Schlüssel-Nummer HX-035 wurde im Jahr 1987 ausgewiesen. Es liegt auf dem Gebiet der Stadt Warburg nordwestlich der Kernstadt Warburg und südöstlich des Warburger Stadtteils Ossendorf zu beiden Seiten der B7 und westlich der B 252. 